# 上海体育馆
上海体育馆，简称万体馆，又名万人体育馆、上海大舞台，位于上海市徐匯區，是一座室内多功能文化体育场馆。万体馆的方案始于1958年，原选址于人民广场。后因三年经济困难时期而搁浅。1973年经上海市革命委员会提请国务院批准，於现址重新动工，并於1975年竣工，1976年投入使用，1999年正式改建为文化体育多用场馆。此后，在2004年為迎接世乒赛和NBA中国赛再度翻新。与上海体育馆毗邻的还有上海游泳馆、上海体育场两个大型体育场馆。2023年起，改造後的上海体育馆成為上海大鯊魚的主場。

## 承办的重要赛事
- 八运会主要比赛场馆之一
- 2005年世界乒乓球锦标赛
- 2007年夏季特殊奥林匹克运动会比赛场馆之一

## 交通
上海体育馆位于内环高架路与沪闵高架路交汇处。

### 轨道交通
- 1号线和4号线上海体育馆站。
- 3号线漕溪路站和11号线上海游泳馆站亦距此颇近。

### 公交换乘
- 参见上海体育馆站